# Rafael García Torres
José Rafael García Torres (Mexikóváros, 1974. augusztus 14. – ) mexikói válogatott labdarúgó, edző. 

## Pályafutása

### Klubcsapatban
Mexikóvárosban született. 1992 és 1998 között a Pumas UNAM együttesében játszott. 1998 és 2004 között a Deportivo Toluca tagjaként négy bajnoki címet szerzett és 2003-ban megnyerte a CONCACAF-bajnokok kupáját. 2004 és 2006 között a Cruz Azul játékosa volt, de a 2005–06-os idényben a Club Atlasban játszott kölcsönben. 2007 és 2008 között a Veracruz játékosaként vonult vissza az aktív játéktól.

### A válogatottban
1996 és 2006 között 52 alkalommal szerepelt az mexikói válogatottban és 3 gólt szerzett. Részt vett az 1996. évi nyári olimpiai játékokon, a 2002-es és a 2006-os világbajnokságon, a 2005-ös CONCACAF-aranykupán, az 1997-es, és az 1999-es Copa Américán, illetve tagja volt az 1999-es konföderációs kupán, és a 2003-as CONCACAF-aranykupán aranyérmet szerző csapatnak is. 

## Sikerei, díjai
Deportivo Toluca
- Mexikói bajnok (3): 1998 Verano, 1999 Verano, 2000 Verano, 2002 Apertura
- Mexikói szuperkupa (1): 2003
- CONCACAF-bajnokok kupája (1): 2003

Mexikó
- Konföderációs kupa győztes (1): 1999
- CONCACAF-aranykupa győztes (1): 2003
- Copa América bronzérmes (2): 1997, 1999